# Tầng Đại Bình
| Hệ/ Kỷ                                  | Thống/ Thế | Bậc/ Kỳ  | Tuổi (Ma) | Tuổi (Ma) |
| --------------------------------------- | ---------- | -------- | --------- | --------- |
| Silur                                   | Llandovery | Rhuddan  | trẻ hơn   | trẻ hơn   |
| Ordovic                                 | Trên/Muộn  | Hirnant  | 443.8     | 445.2     |
| Ordovic                                 | Trên/Muộn  | Katy     | 445.2     | 453.0     |
| Ordovic                                 | Trên/Muộn  | Sandby   | 453.0     | 458.4     |
| Ordovic                                 | Giữa       | Darriwil | 458.4     | 467.3     |
| Ordovic                                 | Giữa       | Đại Bình | 467.3     | 470.0     |
| Ordovic                                 | Dưới/Sớm   | Flo      | 470.0     | 477.7     |
| Ordovic                                 | Dưới/Sớm   | Tremadoc | 477.7     | 485.4     |
| Cambri                                  | Phù Dung   | Tầng 10  | già hơn   | già hơn   |
| Phân chia Kỷ Ordovic theo ICS năm 2017. |            |          |           |           |

Trong thời địa tầng, tầng Đại Bình (tiếng Anh: Dapingian, từ tiếng Trung 大坪, bính âm: Daping) là giai đoạn (bậc hay tầng động vật) đầu của thống Trung Ordovic trong hệ Ordovic của giới Cổ sinh thuộc Liên giới Hiển sinh. Nó diễn ra trong giai đoạn từ khoảng 471,8 ± 1,6 Ma cho tới khoảng 468,1 ± 1,6 Ma. Tầng Đại Bình diễn ra ngay sau tầng Flo của thống Hạ Ordovic và trước tầng Darriwil cùng thống. Như thế nó là tầng thứ ba của hệ Ordovic.
GSSP là phẫu diện Hoàng Hoa Tràng (黄花场, Huanghuachang) ở địa cấp thị Nghi Xương, tỉnh Hồ Bắc, Trung Quốc, được IUGS phê chuẩn năm 2007, tại tọa độ mà theo website của chính quyền địa cấp thị Nghi Xương là 30°51′33,78″B 111°22′28,44″Đ / 30,85°B 111,36667°Đ, mặc dù trên trang web của ICS lại ghi là 30°51′37,8″B 110°22′26,5″Đ / 30,85°B 110,36667°Đ, nhưng tọa độ của ICS lại không khớp với phần miêu tả tại phần định nghĩa của ICS khi so với bản đồ của Google Map, kể cả về phương hướng (tây tây bắc) lẫn khoảng cách (gần 90 km) tới trung tâm địa cấp thị Nghi Xương; trong khi tọa độ nêu tại website của chính quyền địa cấp thị Nghi Xương thì hợp lý hơn (hướng đông bắc, khoảng 20 km khi đo thẳng).

## Định nghĩa
Đáy của thống Trung Ordovic và tầng Đại Bình được định nghĩa ở điểm 10,57 m phía trên đáy của thành hệ Đại Loan tại đáy của tầng SHOD-16 trong phẫu diện Hoàng Hoa Tràng, 22 km về phía đông bắc Nghi Xương, tỉnh Hồ Bắc, Trung Quốc. Nó trùng với mốc dấu xuất hiện lần đầu tiên của loài răng nón Baltoniodus triangularis. Nó gắn liền với mốc dấu xuất hiện lần đầu tiên của loài răng nón Periodon sp. A và tiếp theo gần với mốc dấu xuất hiện lần đầu tiên của loài răng nón Microzarkina flabellum. Mức này gần như trùng khớp với đáy của đới sinh học chitinozoa Belonechitina cf. henryi.

## Vị trí
Phẫu diện Hoàng Hoa Tràng nằm dọc theo đường lớn từ trung tâm thành phố Nghi Xương tới huyện Hưng Sơn, 22 km về phía đông bắc Nghi Xương, tỉnh Hồ Bắc, Trung Quốc, gần hương Hoàng Hoa. Phẫu diện này lộ rõ tại trung tâm vườn địa chất kỷ Ordovic, một phần của vườn địa chất quốc gia Tam Hiệp Trường Giang (长江三峡国家地质公园). Phẫu diện nằm tại tọa độ 30°51'37,8" vĩ bắc và 110°22'26,5" kinh đông. Nó nằm cách 10,57 m so với phía trên đáy của thành hệ Đại Loan, đáy của tầng SHOD-16.

## Trầm tích học
Phẫu diện Hoàng Hoa Tràng bao gồm chủ yếu là thành hệ Đại Loan (大湾, Dawan). Thành hệ Đại Loan được chia ra thành 3 đơn vị. 
- Thành viên dưới dày 12,97 m và bao gồm các dạng đá vôi, đá vôi mảnh vụn sinh học và đá vôi glauconit màu xám, chủ yếu là mỏng tầng và một thiểu số  là vừa phải tầng, với đá phiến xen giữa các tầng màu vàng-lục. GSSP nằm ở đáy tầng SHOD-16 trong phần trên của thành viên dưới. Nó cách 0,6 m phía trên đỉnh của lớp đá vôi dolomit micrit vừa phải tầng và dày 0,9 m (SHOD 9-11) khác biệt và 10,57 m phía trên đáy của thành hệ Đại Loan.
- Thành viên giữa của thành hệ Đại Loan dày 13 m. Nó bao gồm micrit vừa phải tầng màu tía với nê thạch và đá phiến màu vàng-lục xen giữa các tầng.
- Thành viên trên của thành hệ Đại Loan dày 28 m. Nó bao gồm đá phiến màu vàng-lục xen với đá vôi và nê thạch dạng mấu mỏng tầng.

## Mốc dấu

### Sơ cấp
Răng nón: GSSP trùng với mốc dấu xuất hiện lần đầu tiên của Baltoniodus triangularis. Nó gắn liền với mốc dấu xuất hiện lần đầu tiên của Periodon sp. A và tiếp theo là gần với mốc dấu xuất hiện lần đầu tiên của Microzarkina flabellum.

### Thứ cấp
Chitinozoa: Đáy của đới sinh học chitinozoa Belonechitina cf. henryi là rất gần với đáy của Baltoniodus triangularis.

## Các vị trí khác trên thế giới
Đáy của đới sinh học răng nón Baltoniodus triangularis có thể dễ dàng nhận thấy trong khu vực Bắc Đại Tây Dương, khu vực trung lục địa Bắc Mỹ và trong khu vực Baltic-Scandinavia cũng như tây bắc Nga.